# Sofroniusz (Juszczuk)
Sofroniusz (białorus. Сафроній – Safronij; ros. Софроний – Sofronij; imię świeckie: białorus. Сцяпан Пятровіч Юшчук – Sciapan Piatrowicz Juszczuk; ros. Степан Петрович Ющук – Stiepan Pietrowicz Juszczuk; ur. 4 kwietnia 1951 w Kotelni Bojarskiej) – biskup Egzarchatu Białoruskiego Rosyjskiego Kościoła Prawosławnego.

## Życiorys
Urodził się w rodzinie robotniczej. Po ukończeniu szkoły średniej uczył się w seminarium duchownym w Leningradzie w latach 1979–1982, a przez cztery kolejne lata studiował na Leningradzkiej Akademii Duchownej. Następnie wstąpił do monasteru w Żyrowiczach i w 1986 złożył śluby zakonne. W 1990 otrzymał godność igumena, a cztery lata później – archimandryty. W 1994 został przełożonym monasteru Zwiastowania w Ladach, pierwszym od czasu reaktywacji zlikwidowanego w latach 20. XX wieku klasztoru w eparchii mińskiej. W 2000 mianowany biskupem brzeskim i kobryńskim. Dwa lata później przeniesiony na katedrę mohylewską i mścisławską, w 2005 tymczasowo zarządzał eparchią bobrujską. 
24 sierpnia 2009 przed Świętą Liturgią w soborze w Mohylewie został zaatakowany nożem przez 37-letniego mężczyznę. Nie odniósł jednak poważniejszych obrażeń.
W 2018 r. został podniesiony do godności arcybiskupa.